# Paul Albert Leitner
Paul Albert Leitner (geboren 1957 in Jenbach) ist ein österreichischer Fotograf.

## Leben und Werk
Paul Albert Leitner machte von 1973 bis 1976 eine Ausbildung zum Fotografen; 1984 übersiedelte er von Tirol nach Wien und arbeitet seitdem als freischaffender Künstler.
Seine Fotografie vereint eine Vielzahl von Genres, ist stark von seinen Reisen beeinflusst und es wird ihm nachgesagt, »ein Reisetagebuch im fotografischen Medium« zu führen.
Für die Fotografie-Historikerin Marie Röbl machte Paul Albert Leitner eine Entwicklung von „inszenierter Fotografie, die mittels Collage, Übermalung, Spiegelung, Projektion und Schattenspiel vor allem einer ‚Erkenntnissuche des eigenen Selbst‘ gewidmet war, hin zur traditionellen Straight Photography“, wobei er sich bei der ständig anwachsenden Flut von Bildern und anderen gesammelten Gegenständen mittels „einer beeindruckenden, gewissermaßen enzyklopädischen Sammlungs- und Ordnungstätigkeit stellt“ „Kunst und Leben“ (im Titel eines seiner frühen Bücher noch getrennt) seien damit fortan verwoben. Als Übergangsphase könne sein „Exkurs über das Reisen“ (Ausstellung FOTOHOF, 1992) gesehen werden, in dem er oft selbst die Rolle von „Kunstfiguren“ eingenommen habe.
Der Herausgeber Rainer Iglar (FOTOHOF) beschreibt Paul Albert Leitners fotografische Arbeitsweise (2018): Wenn er, der stets reist und dem „die Fotografie das adäquate Mittel für die ununterbrochene Arbeit an einer poetischen Chronik ist“, heimkehrt, begibt er sich auf „Innendienst“, er ordnet und editiert seine Bilder, er fertigt kleine Abzüge von seinen Kleinbildfarbfilmen an und klebt diese auf beschriftete, betitelte und nummerierte (Leitner nennt dies die „Legende“) Karteikarten. Leitners Bildarchiv – seine Wohnungen waren immer schon eher Archive – umfasst mehr als siebzigtausend Bilder aus aller Welt. Die Kulturjournalistin Johanna Hofleitner beschreibt sein Beharren auf einem für analog-fotografische Abläufe entwickelten Arbeitsprozess.
In Paul Albert Leitners Reisefotografie ist nicht „das Exotische fremder Welten“ ausschlaggebend (Rainer Iglar), sondern es geht um „das Erkennen des eigenen Selbst“ (Urs Stahel). In seiner „literarischen“ Fotografie verfolgt er das „Konzept einer inszenierten Fotografie, die mit romantischer Ironie (und Selbstironie) Geschichten von gleichsam schwebender Realität erzählt“. In seinen Reisefotografien tritt Paul Albert Leitner immer wieder als Motiv auf. In diesen Selbstporträts nimmt er betont eine bestimmte Pose ein, die er selbst u. a. auf Gilbert und George zurückführt und für die er sich speziell einen sogenannten „Reiseanzug“ anfertigen ließ.
Werke von Paul Albert Leitner befinden sich in diesen öffentlichen Sammlungen: Fotomuseum Winterthur, Wien Museum. Eine umfangreiche Schenkung des Künstlers befindet sich im FOTOHOF>ARCHIV.

## Ausstellungen (Auswahl)

### Einzelausstellungen
- 2025 Paul Albert Leitner’s Photographic World (over 4 decades of obsession and more...). Camera Austria, Graz[2]
- 2023 Mein Archiv wächst und ich bin 66. FOTOHOF>ARCHIV, Salzburg
- 2022 Míxtum Compósitum (Aus meinem Archiv). Fotografien. Galerie Rhomberg Innsbruck
- 2012 Wie im Film, Österreichisches Kulturforum, Berlin
- 2011 Der Fotograf findet immer das Licht der Dämmerung und der Nacht, Galerie Rhomberg, Innsbruck
- 2010 Da Feng Art Gallery, 798 Art District, Peking, China
- 2008 Art University of Isfahan, Iran
- 2008 Faculty of Art and Architecture, Yazd, Iran
- 2008 City Hall / Magnolia Hall, Lagos, Nigeria
- 2007 Porträts von Künstlern und anderen Personen, Selbstporträts und Natur, Kunsthalle Wien Project Space, kuratiert von Sabine Folie[12]
- 2005 Galerie Steinek, Wien
- 2001 New York – Senegal, FOTOHOF, Salzburg
- 2000 Kunst und Leben. Ein Roman, Magazin 4, Bregenz
- 1995 Totes Leben. Stilllebenvariationen, Galerie Faber, Wien
- 1992 Exkurs über das Reisen, FOTOHOF, Salzburg
- 1990 Weltverwirrung, Frankfurter Kunstverein, Frankfurt am Main
- 1989 Weltverwirrung, Österreichisches Fotoarchiv im Museum moderner Kunst
- 1988 Blauer Zufall am Horizont, Grafisches Kabinett, Wiener Secession, Wien
- 1986 Fotografische Arbeiten, FOTOHOF, Salzburg

### Gruppenausstellungen
- 2022 Two Sophisticated Austrian Artists in Self-Portraits. (Sabine Groschup und Paul Albert Leitner), Österreichisches Kulturforum Berlin (kuratiert von Georg Weckwerth)
- 2013 Fotos – Österreichische Fotografien von den 1930ern bis heute, 21er Haus, Wien
- 2012 EYES ON THE CITY. Urbane Räume in der Gegenwartsfotografie, Graz Museum
- 2003 Go Johnny Go! kuratiert von Wolfgang Kos und Thomas Mießgang. Kunsthalle Wien
- 1997 Alpenblick. Die zeitgenössische Kunst und das Alpine, Kunsthalle Wien
- 1996 Antagonismes. 30 ans de la photographie autrichienne, Centre National de la Photographie, Paris
- 1995 Fisch und Fleisch. Photographie aus Österreich 1945–1995, Kunsthalle Krems

## Publikationen
- 2008 0-24. Text von Thomas Miessgang. Salzburg: FOTOHOF>EDITION. ISBN 978-3-902675-02-6
- 2006 Wien: Momente einer Stadt. Fotografien. Salzburg: FOTOHOF>EDITION. ISBN 978-3-901756-66-5
- 2005 Städte, Episoden. Salzburg: FOTOHOF>EDITION. ISBN 3-901756-50-7[13]
- 1999 Kunst und Leben. Ein Roman. Salzburg: FOTOHOF>EDITION. ISBN 978-3-901756-15-3
- 1996 Bild und Abbild des jeweils anderen. Gemeinsam mit Georg Salner. Innsbruck: Tiroler Landesmuseum Ferdinandeum
- 1989 Weltverwirrung, herausgeben vom Österreichischen Fotoarchiv im Museum moderner Kunst, Wien
- 1987 Blauer Zufall am Horizont. Text von Otto Hochreiter. Ariadne Verlag, Wien
- 1983 Die Reise zum Heiligen Sebastian. Texte von Peter Weiermair, Wolfgang Fetz und Gerald Matt. Sonderzahl Verlag, Wien

### Veröffentlichungen in Magazinen
- 1995 Wien: Momente einer Stadt. In: Camera Austria, Ausgabe 53, S. 40–48. ISSN 1015-1915
- 1995/96 Exkurs über das Reisen 1991 ff. In: Eikon. Internationale Zeitschrift für Photographie & Medienkunst, Ausgabe 16/17, S. 13–21. ISSN 1024-1922

## Preise
- 2010 Österreichischer Kunstpreis für Fotografie[14]
- 2002 Großes Kunststipendium des Landes Tirol[15]
- 1995 Rupertinum-Fotopreis
- 1988 Förderungspreis des BMUKK[1]

## Weiterführende Literatur
- Hubertus von Amelunxen: Paul Albert Leitner – Oder wie einer umherging, um Momente des Lebens aufzulesen. In: Katalog zur Ausstellung EYES ON THE CITY, Graz Museum 2012

Ausführliche Interviews in:
- Auslöser Magazin, Ausgabe 3/2020. ISSN 2617-4847
- Gerald Matt (Hrsg.): Interviews 2. Walther König, Köln 2008, ISBN 978-3-86560-364-7, S. 160–169 (Mitherausgeber: Kunsthalle Wien).
- Vertigo. Herausgegeben von Gerald Matt für die Ursula Blickle Stiftung. 2001: Triton Verlag, Wien. ISBN 978-3-86560-364-7